# Селликс-Бич
Селикс-Бич (англ. Sellicks Beach) — город в Австралии, пригород столичного района Аделаиды (Южная Австралия). Расположен в 47 км от центра Аделаиды. Это внешний южный пригород Аделаиды, входит в район города Онкапаринга на южной границе столичного региона. Ограничен на севере Баттон-роуд, на востоке — Мейн-Соут-Роад, на юге — границей кадастровой единицы сотни Виллунга и на западе — береговой линией бухты Алдинга.

## История
Образован в 1925 году как подразделение части раздела 665 кадастровой единицы Сотни Виллунга под названием «Селликс-Бич-Эстейт», которая была разработана Джорджем Херриком и Робертом Херриком, двумя фермерами, жившими в Алдинге. Селликс-Бич стал городом 28 октября 1993 года.

## Инфраструктура
В Селликс-Бич есть почта, магазин деликатесов и оптовый питомник. Город находится недалеко от Алдинга-Бич. На пляже разрешено вождение.

## Демография
По данным переписи 2016 года, проведенной Австралийским бюро статистики, в Селликс-Бич было зарегистрировано 2616 человек. Из них 49,9 % составляли мужчины и 50,1 % — женщины.
Большинство жителей (71,0 %) являются австралийцами по рождению, а другим распространённым ответом переписи была Англия (14,1 %).
Средний возраст жителей Гленелг-Норт составлял 38 год. Дети в возрасте от 0 до 14 лет составили 20,2 % населения, а люди в возрасте 65 лет и старше — 12,6 % населения.

## Достопримечательности
Ещё в 1917 году на пляже проводились гонки на мотоциклах, при этом ежегодные скоростные испытания проводились летом до 1953 года, а также позже были восстановлены в 1986 и 1992 годах. После перерыва ежегодные гонки возобновились в 2017 году.

## См .также
- Алдинга (бухта)
- Алдинга-Скраб (заповедник)